# Жданович Віктор Францевич
Віктор Францевич Жданович (рос. Виктор Францевич Жданович, нар. 27 січня 1938, Ленінград, СРСР) — радянський фехтувальник на рапірах, триразовий олімпійський чемпіон (двічі 1960 року та один раз 1964), чотириразовий чемпіон світу.

## Виступи на Олімпіадах
| Олімпіада     | Дисципліна           | Місце |
| ------------- | -------------------- | ----- |
| Мельбурн 1956 | командна рапіра      | 5     |
| Рим 1960      | індивідуальна рапіра | 1     |
| Рим 1960      | командна рапіра      | 1     |
| Токіо 1964    | індивідуальна рапіра | 9     |
| Токіо 1964    | командна рапіра      | 1     |